# Ernfrid Gelotte
Bror Ernfrid Gelotte (i riksdagen kallad Gelotte i Tranås), född 27 augusti 1863 i Österfärnebo församling, död 12 oktober 1935 i Säby församling, var en svensk fabrikör, konstnär och politiker (liberal).
Ernfrid Gelotte, som var son till en smed, drev en sidenfabrik i Tranås 1896-1913. Han var också ledande lokalpolitiker i Tranås köping där han var köpingens kommunalstämmas ordförande 1904-1918 och därefter stadsfullmäktiges ordförande 1919-1924 i Tranås stad.
Han var riksdagsledamot i första kammaren för Jönköpings läns valkrets 1912-1915 och tillhörde i riksdagen Liberala samlingspartiet. Han var bland annat suppleant i bankoutskottet 1913-1915 och engagerade sig bland annat för en reformerad kommunallag. Vid sidan av sina uppdrag var Gelotte verksam som konstnär, han medverkade bland annat i utställningen Hälsingestämman i Söderhamn och ett flertal samlingsutställningar i Småland.
Han är begravd på Gamla griftegården i Tranås kommun.